# Pertti Mutru
Pertti Sakari Mutru (Vyborg, 18 settembre 1930 – Helsinki, 30 ottobre 1964) è stato un cestista finlandese.

## Carriera
Con la Finlandia ha disputato i Giochi olimpici di Helsinki 1952 e quattro edizioni dei Campionati europei (1951, 1953, 1955, 1957).